# Gading (Krembung)
Gading is een bestuurslaag in het regentschap Sidoarjo van de provincie Oost-Java, Indonesië. Gading telt 2368 inwoners (volkstelling 2010).